# Мошковский район
Мошко́вский райо́н — административно-территориальная единица (район) и муниципальное образование (муниципальный район) в Новосибирской области России. Население составляет 40479 человек (2024).
Административный центр — посёлок городского типа Мошково.

## География
Район расположен на северо-востоке Новосибирской области. Граничит с Болотнинским, Тогучинским, Новосибирским и Колыванским районами Новосибирской области.
Территория района по данным на 2008 год — 259,1 тыс. га, в том числе сельхозугодья — 148,7 тыс. га (57,4 % всей площади). Район имеет развитую речную сеть. По северной части его территории протекает река Обь, по южной — река Иня.

## История
В 1925 году под наименованием в составе Новосибирского округа Сибирского края на основе прежней Алексеевской укрупнённой волости был создан Алексеевский район, власти которого разместились в селе Алексеевка.
В 1930 году Сибирский край был разделён на западную и восточную части, и район оказался в составе Западно-Сибирского края.
7 июня 1933 года райцентр село Алексеевка было переименовано в Мошково, а 10 марта 1933 года район — в Мошковский.
28 сентября 1937 года район был включён в новообразованную Новосибирскую область.
В 1956 году в состав района была включена часть земель расформированного Ояшинского района.
В 1963 году район был упразднён, а его территория вошла в состав Болотнинского района.
В 1972 году Мошковский район был восстановлен в прежних границах.

## Достопримечательности

### Памятники археологии
- Умревинский острог (1703 год);
- Комплекс памятников "Дубровинский борок";

### Памятники архитектуры
- Жилой дом Логиновой (первая половина 19 века, с.Ташара);[6]
- Жилой дом Голубевой (с. Мошнино);
- Жилой дом А. Ивановой (с. Ташара);

### Историко-культурное наследие
- Братская могила коммунаров, погибших во время кулацкого колыванского восстания 1920 года;
- Стелла Аксёненко Николаю Емельяновичу - российскому государственному деятелю, первому Заместителю Председателя Правительства РФ (1999—2000 гг.) и министру путей сообщения (1997—2002 гг.);[7]
- Мошковский краеведческий музей;
- Церковь Алексия, человека Божия;
- Аллея Героев Советского Союза;
- Аллея Памяти защитников Отечества;
- Памятник А.С. Пушкину (копия известной скульптуры Заслуженного художника Российской Федерации Александра Аполлонова);
- Памятник "Женщина и дитя войны";
- Мемориал Великой Отечественной войны;
- Мошковский дом культуры.

## Население
| 2002    | 2009    | 2010    | 2011    | 2012    | 2013    | 2014    |
| ------- | ------- | ------- | ------- | ------- | ------- | ------- |
| 41 281  | ↘39 572 | ↘39 407 | ↘39 123 | ↗39 293 | ↗39 555 | ↗39 810 |
| 2015    | 2016    | 2017    | 2018    | 2019    | 2020    | 2021    |
| ↘39 327 | ↗40 614 | ↗41 668 | ↗42 145 | ↘41 784 | ↘41 600 | ↘40 863 |

### Урбанизация
В городских условиях (рабочие посёлки Мошково и Станционно-Ояшинский) проживают  33,94 % населения района.

## Муниципально-территориальное устройство
В муниципальный район входят 11 муниципальных образований, в том числе 2 городских поселения и 9 сельских поселений.
| №        | Муниципальное образование            | Административный центр               | Количество населённых пунктов | Население (чел.) | Площадь (км²) |
| -------- | ------------------------------------ | ------------------------------------ | ----------------------------- | ---------------- | ------------- |
| 1e-06    | Городские поселения:                 |                                      |                               |                  |               |
| 1        | рабочий посёлок Мошково              | рабочий посёлок Мошково              | 3                             | ↗9733            | 54,00         |
| 2        | рабочий посёлок Станционно-Ояшинский | рабочий посёлок Станционно-Ояшинский | 3                             | ↘4663            | 30,39         |
| 2.000002 | Сельские поселения:                  |                                      |                               |                  |               |
| 3        | Балтинский сельсовет                 | деревня Балта                        | 4                             | ↘942             | 133,54        |
| 4        | Барлакский сельсовет                 | посёлок Октябрьский                  | 4                             | ↗8036            | 209,03        |
| 5        | Дубровинский сельсовет               | село Дубровино                       | 6                             | ↘2916            | 497,00        |
| 6        | Кайлинский сельсовет                 | село Кайлы                           | 5                             | ↘1183            | 368,41        |
| 7        | Новомошковский сельсовет             | село Новомошковское                  | 4                             | ↘1698            | 274,00        |
| 8        | Сарапульский сельсовет               | село Сарапулка                       | 5                             | ↘1570            | 287,88        |
| 9        | Сокурский сельсовет                  | село Сокур                           | 9                             | ↘7755            | 326,95        |
| 10       | Ташаринский сельсовет                | село Ташара                          | 3                             | ↘3372            | 198,00        |
| 11       | Широкоярский сельсовет               | посёлок Широкий Яр                   | 3                             | ↘1353            | 199,77        |

### Населённые пункты
В Мошковском районе 49 населённых пунктов.
| №  | Населённый пункт     | Тип              | Население | Муниципальное образование            |
| -- | -------------------- | ---------------- | --------- | ------------------------------------ |
| 1  | Балта                | деревня          | ↘626      | Балтинский сельсовет                 |
| 2  | Барлак               | населённый пункт | ↗49       | Барлакский сельсовет                 |
| 3  | Барлак               | село             | ↘387      | Барлакский сельсовет                 |
| 4  | Барлакский           | посёлок          | ↘419      | Сокурский сельсовет                  |
| 5  | Белоярка             | село             | ↘975      | Дубровинский сельсовет               |
| 6  | Бурлиха              | деревня          | ↘64       | Балтинский сельсовет                 |
| 7  | Верх-Балта           | село             | ↘177      | Кайлинский сельсовет                 |
| 8  | Вороново             | деревня          | ↘233      | Балтинский сельсовет                 |
| 9  | Глядень              | деревня          | ↘54       | Кайлинский сельсовет                 |
| 10 | Горный               | посёлок          | ↘309      | Новомошковский сельсовет             |
| 11 | Дубровино            | село             | ↘1062     | Дубровинский сельсовет               |
| 12 | Елтышево             | село             | ↘213      | Кайлинский сельсовет                 |
| 13 | Емельяновский        | посёлок          | ↘446      | Сокурский сельсовет                  |
| 14 | Кайлы                | село             | ↘514      | Кайлинский сельсовет                 |
| 15 | Каменка              | посёлок          | →0        | Сарапульский сельсовет               |
| 16 | Кошево               | посёлок          | ↘206      | Сокурский сельсовет                  |
| 17 | Красногорский        | посёлок          | ↘292      | Новомошковский сельсовет             |
| 18 | Красный Октябрь      | посёлок          | →1        | Сарапульский сельсовет               |
| 19 | Кубово               | населённый пункт | ↘35       | Балтинский сельсовет                 |
| 20 | Кузнецовка           | деревня          | ↘182      | Дубровинский сельсовет               |
| 21 | Локти                | село             | ↗247      | Барлакский сельсовет                 |
| 22 | Майский              | посёлок          | ↘3        | Сокурский сельсовет                  |
| 23 | Мотково              | село             | ↘293      | Сарапульский сельсовет               |
| 24 | Мошково              | рабочий посёлок  | ↗9691     | рабочий посёлок Мошково              |
| 25 | Мошнино              | село             | ↘373      | Сарапульский сельсовет               |
| 26 | Новоалександровка    | село             | ↗24       | Широкоярский сельсовет               |
| 27 | Новомошковское       | село             | ↘902      | Новомошковский сельсовет             |
| 28 | Новослободка         | посёлок          | ↘4        | рабочий посёлок Мошково              |
| 29 | Новый Порос          | село             | ↘155      | Новомошковский сельсовет             |
| 30 | Обской               | посёлок          | ↘543      | Дубровинский сельсовет               |
| 31 | Октябрьский          | посёлок          | ↗7448     | Барлакский сельсовет                 |
| 32 | Орск                 | село             | →176      | Сокурский сельсовет                  |
| 33 | Порос                | посёлок          | ↗34       | рабочий посёлок Мошково              |
| 34 | Радуга               | посёлок          | ↘630      | рабочий посёлок Станционно-Ояшинский |
| 35 | Сарапулка            | село             | ↘941      | Сарапульский сельсовет               |
| 36 | Сарачевка            | деревня          | ↘165      | Ташаринский сельсовет                |
| 37 | Смоленский           | посёлок          | ↘715      | Сокурский сельсовет                  |
| 38 | Сокур                | село             | ↘5696     | Сокурский сельсовет                  |
| 39 | Станционно-Ояшинский | рабочий посёлок  | ↘4178     | рабочий посёлок Станционно-Ояшинский |
| 40 | Старый Порос         | село             | ↘122      | Дубровинский сельсовет               |
| 41 | Тасино               | населённый пункт | →56       | рабочий посёлок Станционно-Ояшинский |
| 42 | Ташара               | село             | ↘3058     | Ташаринский сельсовет                |
| 43 | Томилово             | село             | ↘314      | Кайлинский сельсовет                 |
| 44 | Умрева               | деревня          | ↘175      | Ташаринский сельсовет                |
| 45 | Успенка              | село             | ↘421      | Дубровинский сельсовет               |
| 46 | Участок-Балта        | село             | ↘411      | Широкоярский сельсовет               |
| 47 | Ферма                | населённый пункт | ↘19       | Сокурский сельсовет                  |
| 48 | Широкий Яр           | посёлок          | ↘830      | Широкоярский сельсовет               |
| 49 | Шуринский            | посёлок          | →8        | Сокурский сельсовет                  |

## Экономика

### Промышленность
Главными промышленными предприятиями района являются организации: Промышленно – логистический парк «Мошковский» (на месте бывшего предприятия оборонного значения ОАО «114 ремонтный завод средств заправки и транспортирования горючего»), ООО "Композиционные материалы Сибири", ООО "Ояшинский завод композиционных изделий" (бывшее ОАО «Ояшинский завод крепёжных изделий»), ГУ «Дубровинский лесхоз».

### Сельское хозяйство
На территории района сельскохозяйственным производством занимаются 3 акционерных общества, 4 сельскохозяйственных производственных кооператива, 5 обществ с ограниченной ответственностью, 37 фермерских хозяйств, 14 тыс. личных подсобных хозяйств. Сельскохозяйственные предприятия специализируются на производстве зерна, молока, мяса, овощей, картофеля. Овощеводство закрытого грунта представлено в районе тепличным комплексом «Емельяновский» (ООО «Экосервис-Агро») — огурцы, зеленные культуры. В 2010 году открылось предприятие переработки мяса ООО «Балтинский комбинат полуфабрикатов».

## Транспорт
Через район проходит автодорога федерального значения М53 «Байкал» и участок Транссибирской железнодорожной магистрали «Новосибирск—Юрга». Протяжённость автомобильных дорог — 264,1 км, из них с твёрдым покрытием — 264,1 км.

## Культура
- Мошковская районная библиотечная система
- Мошковское районное клубное объединение
- Мошковская детская музыкальная школа
- Мошковский районный краеведческий музей
- Дом культуры «Западный»
- Станционно-Ояшинское культурно-досуговое объединение (Станционно-Ояшинский ГДК, Радужский СДК)
- Кайлинское культурно-досуговое объединение (Кайлинский СДК, Елтышевский СК, Томиловский СК, Верх-Балтинский СК)
- Балтинское культурно-досуговое объединение (Балтинский СДК, Вороновский СК, Бурлихинский СК)
- Новомошковское культурно-досуговое объединение (Новомошковский СДК, Красногорский СК, Горновский СДК, Ново-Пороский СК)
- Ташаринское культурно-досуговое объединение (Ташаринский ДК «Обь», Сарачевский СК, Умревинский СК)
- Дубровинское культурно-досуговое объединение (Белоярский СДК, Дубровинский СДК, Обской СДК)
- Сарапульское культурно-досуговое объединение (Сарапульский СДК)
- Барлакское культурно-досуговое объединение (Октябрьский СДК, Барлакский СК)
- Сокурское культурно-досуговое объединение (ДК «Нефтяник», Смоленский СДК, Емельяновский СДК, Сокурский подростковый клуб)
- Широкоярское культурно-досуговое объединение (Широкоярский СДК)

## Образовательные учреждения
- Балтинская средняя общеобразовательная школа
- Вороновская основная общеобразовательная школа
- Балтинская средняя общеобразовательная школа (структурное подразделение детский сад)
- Октябрьская средняя общеобразовательная школа
- Октябрьская средняя общеобразовательная школа (структурное подразделение, начальные классы с. Локти)
- Октябрьская средняя общеобразовательная школа (структурное подразделение, начальные классы с. Барлак)
- Белоярская средняя общеобразовательная школа
- Дубровинская средняя общеобразовательная школа
- Обская основная общеобразовательная школа (включает структурное подразделение детский сад "Колосок")
- Дубровинский детский сад «Рябинка»
- Кайлинская средняя общеобразовательная школа (включает детский сад и начальные классы в д. Елтышево)
- Томиловская основная общеобразовательная школа
- Новомошковская средняя общеобразовательная школа
- Красногорская основная общеобразовательная школа
- Мошковская средняя общеобразовательная школа № 1 (включает начальные классы в деревне Верх-Балта)
- Мошковский центр образования (включает детский сад)
- Мошковская основная общеобразовательная школа
- Мошковская специальная (коррекционная) школа-интернат
- Мошковская вечерняя (сменная) общеобразовательная школа
- Мошковский детский сад № 2 «Рябинка»
- Мошковский детский сад № 3 «Улыбка»
- Станционно-Ояшинская средняя общеобразовательная школа
- Радужская основная общеобразовательная школа (включает детский сад)
- Станционно-Ояшинский детский сад
- Большевистская средняя общеобразовательная школа (включает  начальные классы в с. Мотково и детский сад)
- Мошнинская основная общеобразовательная школа (включает детский сад)
- Сокурская средняя общеобразовательная школа
- Сокурская средняя общеобразовательная школа № 19
- Смоленская средняя общеобразовательная школа
- Смоленская средняя общеобразовательная школа
- Емельяновская основная общеобразовательная школа
- Емельяновская основная общеобразовательная школа
- Барлакская основная общеобразовательная школа
- Барлакская основная общеобразовательная школа
- Сокурский детский сад «Тополек»
- Сокурский детский сад «Сказка»
- Ташаринская средняя общеобразовательная школа (включает начальные классы в д. Умрева)
- Ташаринский детский сад «Лесовичек»
- Широкоярская средняя общеобразовательная школа (включает детский сад)
- Уч-Балтинская основная общеобразовательная школа
- Уч-Балтинский детский сад «Рыбачок»
- Мошковская детско-юношеская спортивная школа
- Профессиональное училище № 96

## Люди, связанные с районом
- Аксёненко Николай Емельянович — российский государственный деятель, первый Заместитель Председателя Правительства РФ (1999—2000 гг.) и министр путей сообщения (1997—2002 гг.);[7]
- Анатолий Степанович Иванов — писатель;

Герои Советского Союза:
- Анисичкин Федор Иванович;
- Барков Михаил Иванович;
- Волков Андрей Алексеевич;
- Иванов Василий Харламович;
- Мурашкин Михаил Федорович;
- Осипов Семен Дмитриевич;
- Федюков Алексей Григорьевич;
- Цибизов Иван Андреевич;
- Данилов Леонид Парфенович;
- Черничков Николай Иванович;
- Жуков Георгий Иванович;
- Кобелев Аркадий Васильевич.

Герои социалистического труда:
- Родин Василий Иванович;
- Воронова Серафима Евгеньевна;
- Иванова Ирина Фёдоровна;
- Проскоков Николай Александрович;
- Шипицин Александр Иосифович;
- Алабугина Анна Алексеевна;
- Куклин Александр Константинович;
- Ивченко Татьяна Петровна.